# 英業達集團

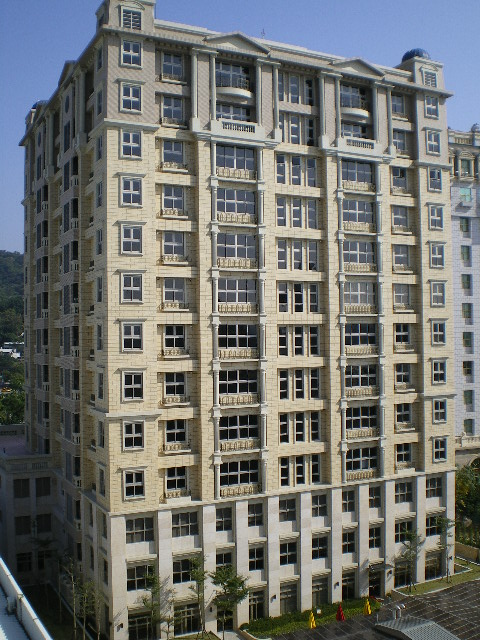
英業達台北新大樓

英業達（英語：Inventec）是成立於1975年的臺灣跨國科技公司，總部位於台北，主要從事计算机、通訊和消费类电子产品等領域的研發和製造。在中國大陸、美國、墨西哥、馬來西亞等地設有研發生產設施。
媒體常將廣達、緯創、仁寶、和碩聯合與英業達合稱電子代工五哥。

## 概要
1975年，葉國一與鄭清和創辦英業達，邀請李詩欽一同加入創業。1980年，溫世仁加入英業達，任廠長。
英業達成立早期從事製造計算機、電話機，後又進入筆記型電腦與伺服器製造領域，近年來開始邁入雲端運算、無線通訊、智慧裝置及物聯網等領域。
英業達是源自台灣的跨國科技公司，創立於 1975 年，英業達從計算機起步，奠定了筆記型電腦、伺服器專業代工的穩固基礎，邁入21世紀，更投入雲端運算、邊緣運算、5G、無線通訊等高科技產品的領域。
英業達在台灣設有台北總部、桃園科技廠，分別負責筆記型電腦、消費型電子、伺服器、機櫃/網路解決方案的研發和製造。海外的生產基地則有上海浦東廠、四川重慶廠、美國Houston廠、墨西哥Juarez廠、捷克Brno廠。從研發、設計、生產、到配送及技術支援。

## 歷年事蹟
2011年3月22日 英業達宣布合併英華達
2021年6月17日 英業達攜微軟 打造 5G 企業專網智慧工廠
2021年7月1日 全球企業智慧製造專利百強 台積電鴻海英業達上榜
2022年7月7日 英業達送員工「生日假」 關鍵人才薪資雙位數增幅
2022年7月26日 英業達舉辦首屆員工電競賽
2022年8月4日 英業達與恩智浦策略合作布局車載電子聚焦五大應用
2022年8月5日 英業達攜手英特爾5G、資料中心全方位布局

## 外部連結
- 官方網站
- 英業達集團的Facebook專頁
- YouTube上的英業達集團頻道
- 英業達集團的Instagram帳戶
- 英業達集團的 Linkedin 頁面
- Inventec EBG Website